# Murray Bookchin
Murray Bookchin (Nova Iorque, 14 de janeiro de 1921 – Burlington, Vermont, 30 de julho de 2006) foi um escritor, orador, professor, historiador e filósofo político anarquista e posteriormente, comunalista estado-unidense autodidata. Pioneiro no movimento da ecologia, Bookchin formulou e desenvolveu a teoria da ecologia social e do planejamento urbano, dentro do pensamento anarquista e ecologista.
Por vir de uma família revolucionária russa que simplesmente se alegrava com o fato de o czar ter sido derrubado, foram fortemente influenciados pelo marxismo-leninismo. Fazendo sua família se identificar intuitivamente como bolchevique. Quando criança foi criado dentro do Movimento Infantil Comunista, desde seus nove anos de idade. E mais tarde na Liga dos Jovens Comunistas.
A Guerra Civil Espanhola fez com que se reaproximasse novamente. Pois já havia rompido com os comunistas autoritários — com os stalinistas, mais precisamente — em 1935. Mas a guerra civil na Espanha despertou o desejo de ajudar as pessoas notáveis que lutavam contra o fascismo de Franco levando ele de volta à Liga Comunista Jovem, para que pudesse efetivamente participar, ainda que longe da Espanha, em sua luta. Em 1938, estava pronto para ser expulso da Liga. Em 1939, foi expulso. Então se envolveu profundamente com os trotskistas, assumindo simplesmente que os inimigos do inimigo dele eram seus amigos. Mas aprendeu que eles não eram diferentes dos stalinistas e o expulsaram também, qual segundo, Bookchin, é a maneira típica dos marxista-leninista de lidaram com dissidentes.
A partir daí, migrou na década de 50 para o anarquismo, comunismo libertário, enfatizando cada vez mais a descentralização. Dando assim o passo mais importante ao conectar sua filosofia social à ecologia fazendo isso em 1952, escrevendo uma série inteira de livros desenvolvendo uma abordagem anarcoecológica. Em alguns meios ficou conhecido por fazer críticas ao marxismo usando linguagem marxista convencional. Vindo a ser nos anos 60 membro da Liga Libertária.
Bookchin permaneceu um anarco-comunista radical defensor da descentralização da sociedade e da valorização do indivíduo e sua individualidade, mas contrário ao individualismo liberal. Todavia, rompeu com o movimento anarquista em meados da década de 90, tecendo críticas aos aspectos mais individualistas dessa tradição teórica e se denominando um “comunalista”, ainda uma forma de comunismo libertário que segundo ele seria uma “síntese” de vários conceitos da esquerda radical, do anarco-comunismo e do marxismo. Foi uma figura bastante influente no movimento antiglobalização. Em meados da década de 1990 escreveu várias obras que viriam a ser muito importantes para os movimentos comunalistas e emancipatórios.

Bookchin fora ser o autor de vários livros importantes, incluindo Anarquismo Pós-Escassez, A Ecologia da Liberdade, Ecologia Social], Para uma Tecnologia Libertadora, e outras obras tratando de ecologia, planejamento urbano e comunismo libertário. Ele é sobretudo uma das inspirações teóricas da revolução e autodeterminação do povo curdo e de sua liderança Abdullah Öcalan e seu partido, Partido dos Trabalhadores do Curdistão, PKK, que vão propor, baseados na Ecologia Social e no Comunalismo, o Confederalismo Democrático.